# 勒杜萊什蒂鄉
44°46′00″N 26°21′00″E / 44.7667°N 26.35°E
勒杜萊什蒂鄉（羅馬尼亞語：Comuna Rădulești, Ialomița），是羅馬尼亞的鄉份，位於該國南部，由雅洛米察縣負責管轄，面積22平方公里，海拔高度83米，2007年人口1,288，人口密度每平方公里58人。